# Parnassius staudingeri
Parnassius staudingeri là một loài bướm ngày sinh sống ở vùng núi cao, được tìm thấy trên diện rộng - Pamirs, núi Alay, Hindu Kush, Karakorum và West Kuen-Lun. Loài này thuộc chi Parnassius trong họ Papilionidae.
Một phụ loài nổi tiếng của nó là Karakoram Banded Apollo (P. s. hunza).

## Hình ảnh

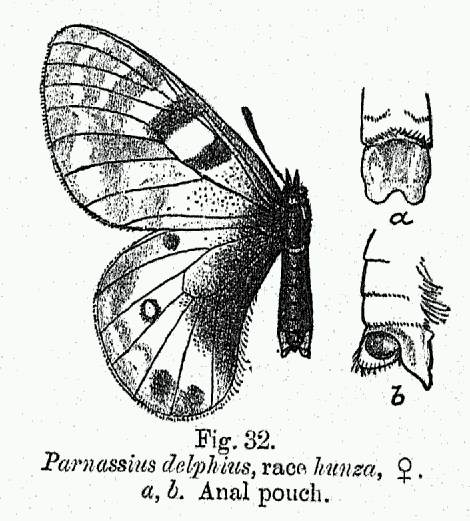
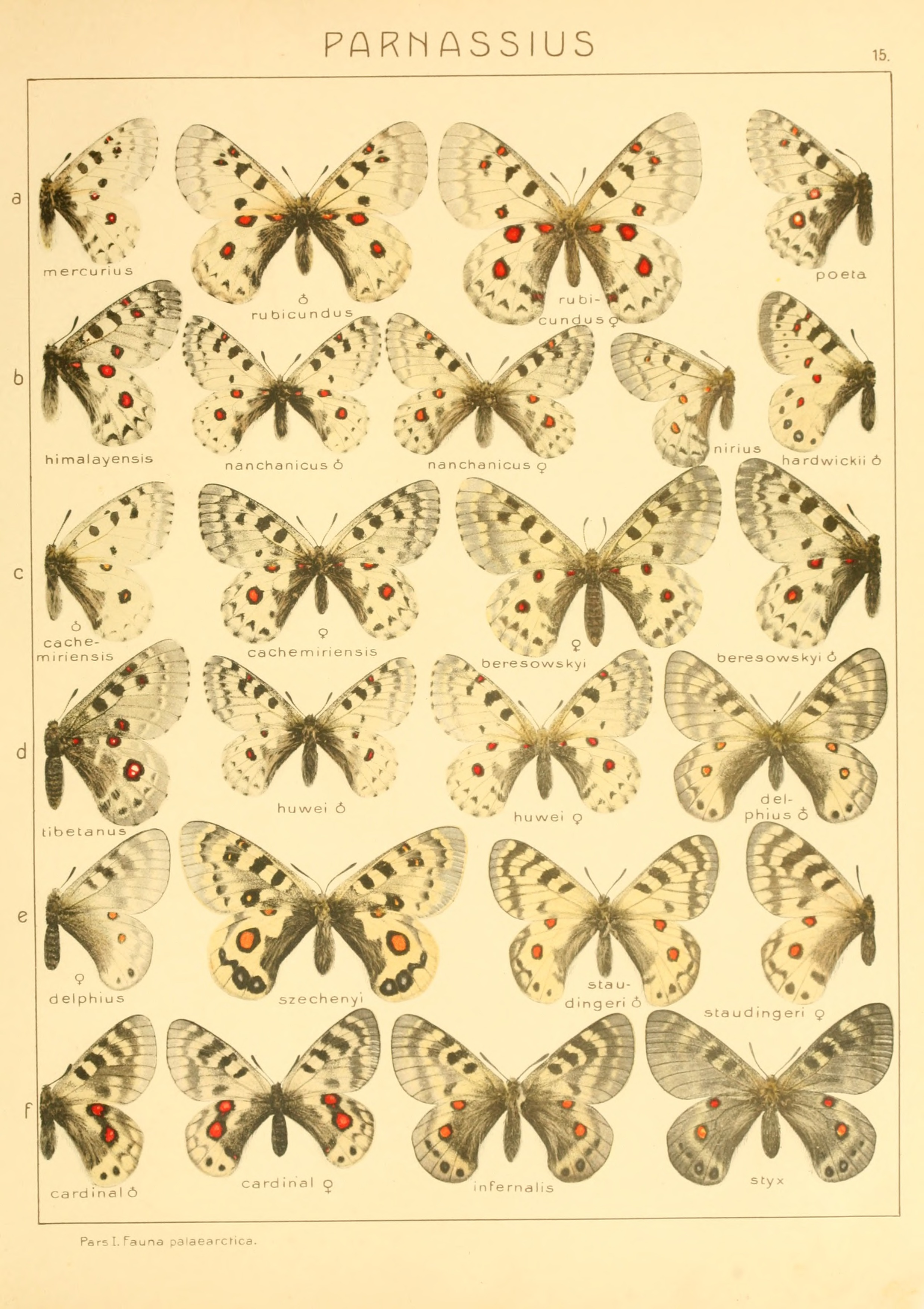
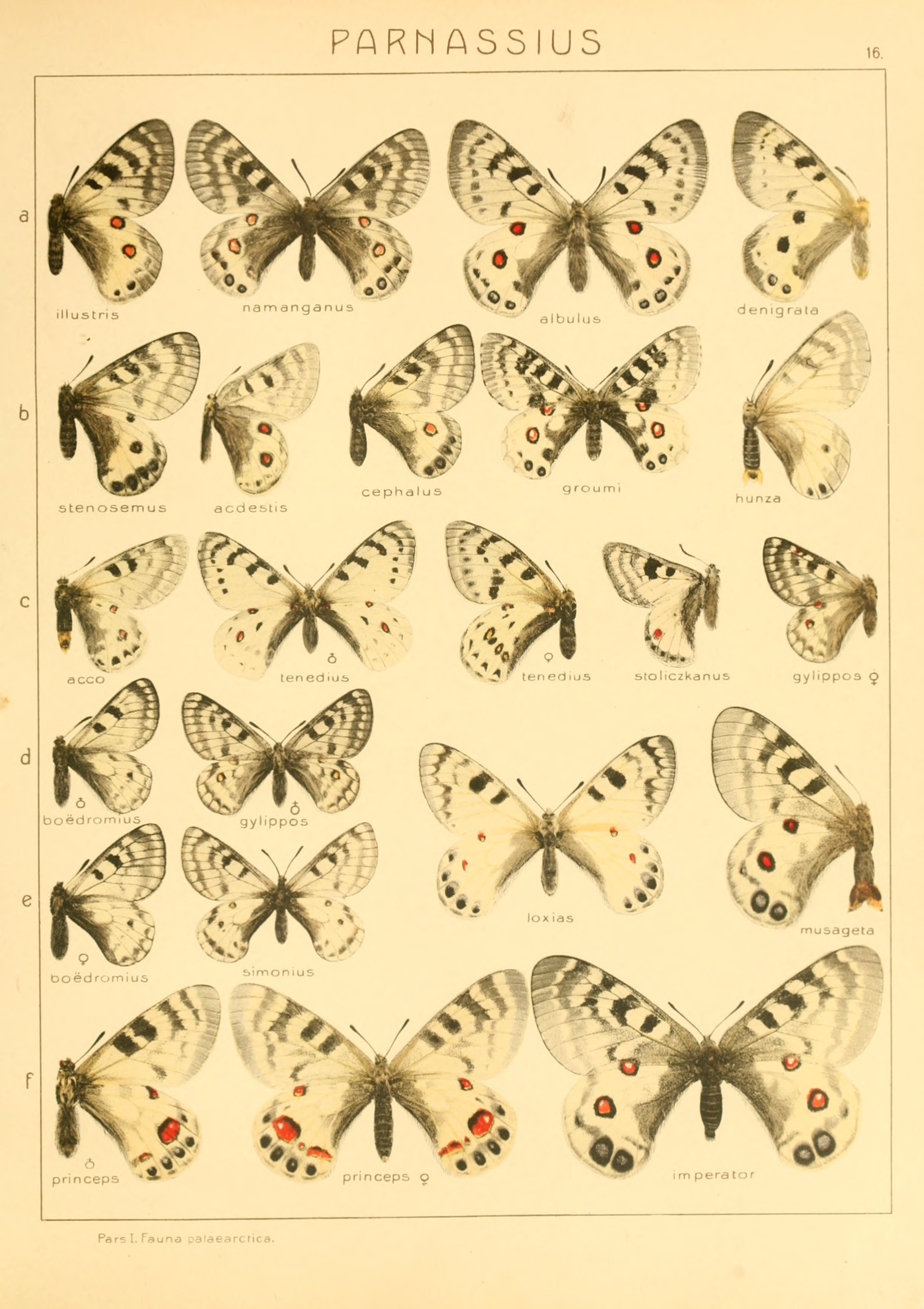